# Toyotomi Hidetsugu
Toyotomi Hidetsugu (豊臣 秀次?; 1568 – 15 luglio 1595) è stato un militare giapponese, nipote e uno dei comandanti di Toyotomi Hideyoshi.
Hidetsugu era figlio della sorella più anziana di Hideyoshi, ma venne adottato dal clan Miyoshi da cui ricevette il nome Miyoshi Nobuyoshi. Più tardi cambiò nome in Hashiba Hidetsugu in onore dello zio, che all'epoca aveva scelto il nome Hashiba; Hidetsugu si può tradurre con "successore di Hide".
Dopo l'incidente di Honnōji nel 1582, in cui Oda Nobunaga fu costretto dal suo generale ribelle Akechi Mitsuhide a compiere seppuku (Mitsuhide fu poi sconfitto e ucciso da Hideyoshi), al quattordicenne Hidetsugu fu assegnato un feudo con una rendita annua di 400 000 koku nella provincia di Ōmi, poiché era uno dei pochi parenti di Hideyoshi. Nella sua carriera successiva come generale, Hidetsugu soffrì perdite pesanti nella battaglia di Nagakute (1584) contro Tokugawa Ieyasu, ma in seguito si dimostrò abile durante l'invasione di Shikoku da parte di Hideyoshi e nell'assedio di Odawara. Inoltre si rivelò un amministratore competente del castello di Ōmihachiman.
Nel 1590 (Tensho 18), fu nominato castellano del castello di Kiyosu nella provincia di Owari, precedentemente governato da Oda Nobukatsu. L'anno seguente, 1591, Hideyoshi perse il proprio legittimo erede Tsurumatsu e adottò Hidetsugu; quindi abdicò dalla carica di Kanpaku, reggente dell'imperatore, che assegnò a Hidetsugu. Di conseguenza Hidetsugu si trasferì nel palazzo di Jurakudai, un sontuoso palazzo facente parte del tempio Rinzai Zen Daitoku-ji a Kyōto; si costituì perciò un cosiddetto "sistema del doppio governo" retto da Hidetsugu e da Hideyoshi, con il presupposto che Hidetsugu sarebbe succeduto a Hideyoshi dopo la sua morte. Mentre Hideyoshi era occupato all'estero a condurre la guerra dei Sette Anni nella penisola coreana (battaglie di Bunroku e di Keichō), Hidetsugu agiva in sua vece per amministrare gli affari interni.
Tuttavia, nel 1593, la moglie di Hideyoshi diede alla luce un nuovo erede, Hideyori, ed il rapporto fra Hidetsugu e Hideyoshi cominciò a deteriorarsi. Cominciarono a circolare voci di ripetuti e ingiustificati omicidi commessi da Hidetsugu, che gli valsero il nome di "reggente assassino" - anche se gli storici moderni dubitano che queste voci corrispondano al vero.
Infine, nel 1595, Hidetsugu fu accusato di aver ordito una congiura per prendere il potere e gli fu ordinato di commettere seppuku sul Monte Kōya. Hideyoshi ordinò l'esecuzione di tutta la famiglia di Hidetsugu, compresi figli, mogli e amanti, a Sanjogawara. La durezza e la brutalità dell'esecuzione di 39 donne e bambini scioccarono la società giapponese e alienò molti daimyō dai Toyotomi. Unito al fatto che Hidetsugu era l'ultimo membro adulto del clan Toyotomi oltre allo stesso Hideyoshi, l'intero incidente è spesso visto come una delle principali cause della caduta di Hideyoshi. Un fatto particolarmente tragico e riportato fino ai giorni nostri, si riferisce al rifiuto di Hideyoshi di risparmiare la vita della figlia quindicenne di Mogami Yoshiaki, la quale era appena arrivata a Kyoto per diventare la concubina di Hidestugu e non aveva ancora incontrato il futuro marito. La sua morte fece sì che il potente clan Mogami sostenesse con zelo Tokugawa Ieyasu nella battaglia di Sekigahara contro le forze lealiste dei Toyotomi, cinque anni dopo.
Furono risparmiate solo due figlie dei bambini di Hidetsugu: Kikuhime, di un mese, che fu adottata dal nipote di suo nonno, Gotō Noriyoshi e un'altra figlia che divenne la concubina di Sanada Yukimura.
Si racconta che Hidetsugu prigioniero compose una poesia che descriveva la sua meditazione sulla sua situazione senza speranze:
sparite le nubi dal cielo di pieno autunno,

avrei visto la luna attraverso una grata di bambù?»
(Hidetsugu dall'esilio, 1595)